# Битка код Арсуфа
Битка код Арсуфа одиграла се 7. септембра 1191. године између војске енглеског краља Ричарда Лављег Срца и Сарацена под вођством Саладина. Битка је део Трећег крсташког рата, а завршила се одлучном победом крсташа.

## Битка
Арсуф, античка Аполонија, данас је село на 19 km северно од Јафе. После пада Акре, енглески краљ Ричард Лавље Срце кренуо је 22. августа 1191. године дуж обале за Јафу, одакле је намеравао да нападне Јерусалим. Код Арсуфа су Сарацени под Саладином 7. септембра нагло избили из шуме и напали крсташе на маршу. Борбу су прихватили пешаци - стрелци спољне колоне. Ричард је, по убацивању коњице у борбу, врло брзо постигао потпуну победу.